# Horgo
Il Horgo (mongolo: Хорго), o Khorgo, è un vulcano estinto nella provincia dell'Arhangaj, distretto di Tariat, in Mongolia. Si trova sul versante nord dei monti Hangaj, circa 3 km a est del lago Tėrhijn Cagaan nuur con il quale costituisce il nucleo del "Parco Nazionale Horgo-Tėrhijn Cagaan Nuur".
Il Horgo, che ha un'altezza di 2.400 m s.l.m., fa parte del campo vulcanico Tariat-Chulutu (che conta altri cinque coni vulcanici) e risale all'olocene. Una notevole caratteristica geologica dell'area del vulcano è costituita da bolle di lava solidificata, che gli abitanti del luogo hanno chiamato "ger di basalto".

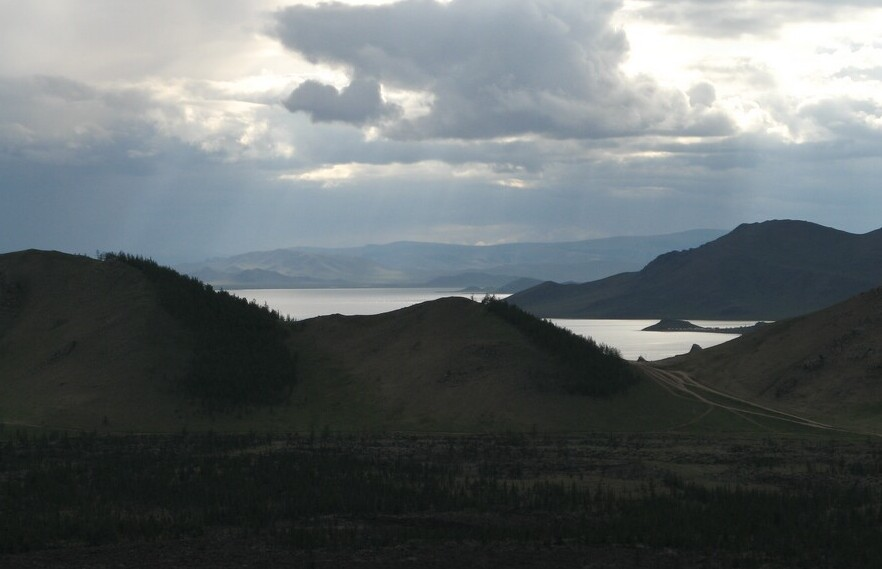
Il lago Tėrhijn Cagaan Nuur visto dalla sommità del Horgo